# Ông Gia Minh
Ông Gia Minh (翁家明, bính âm Wēng Jiāmíng 14 tháng 12 năm 1962) là một nam diễn viên gạo cội của điện ảnh truyền hình Đài Loan. Hoạt động diễn xuất, diễn nhiều thể loại vai từ năm 1983.
Tại Việt Nam anh được yêu thích qua những vai chính trong các phim "Kỳ duyên tái thế", "Truyền thuyết Liêu trai", "Song sinh đại hiệp" (vai Liêu Thiêm Đinh, Liêu Thiêm Phước) và gần đây là vai Dương Nghiệp trong phim "Dương Gia tướng".
Năm 2008, anh góp mặt trong bộ Xạ điêu anh hùng truyện với vai Dương Thiết Tâm.

## Gia đình
Vợ anh là diễn viên Du Tiểu Phàm (俞小凡), họ cưới nhau năm 2001, có hai con, 1 trai 1 gái. Sau khi lấy nhau, Du Tiểu Phàm giải nghệ và chỉ tham gia 1 vai nhỏ trong bộ "Hào môn bản sắc" (2007).
Hai vợ chồng đều là diễn viên ăn khách một thời của màn ảnh nhỏ Đài Loan, năm 1990 họ đóng chung trong phim Ải vọng phu dựa theo tiểu thuyết Quỳnh Dao, đến năm 2007, mới tái hợp trong phim "Hào môn bản sắc", sự tái hợp này cũng gây được sự chú ý.

## Phim đã đóng
- Xạ điêu anh hùng truyện (2008)
- Tian Shi Zhi Yi (2007)
- Hào môn bản sắc (2007)
- Thiếu niên Dương gia tướng (CTV, 2006)
- Vẻ đẹp 99 (CTV, 2004)
- Yu Wang (2000)
- Huan Xi You Lon(1998)
- Xi Shuo Ci Xi (1993)
- Yen Yuan Hua (1991)
- Wang Fu Ya (1991)

## Liên kết
- Vợ chồng Ông Gia Minh - Du Tiểu Phàm tái hợp trên màn ảnh[liên kết hỏng] - www.saigonnet.vn
- Phỏng vấn Ông Gia Minh Lưu trữ ngày 24 tháng 4 năm 2008 tại Wayback Machine - www.vnexpress.net
- Jamie Weng's Blog Lưu trữ ngày 19 tháng 7 năm 2008 tại Wayback Machine - Blog yahoo của Ông Gia Minh